# Hypotrix hueco
Hypotrix hueco là một loài bướm đêm thuộc họ Noctuidae. Nó là loài duy nhất được tìm thấy ở tây nam Arizona.
Chiều dài cánh trước là 14–16 mm. Con trưởng thành bay từ giữa tháng 6 tới giữa tháng 8.